# Brasema brevispina
Brasema brevispina är en stekelart som beskrevs av Cameron 1884. Brasema brevispina ingår i släktet Brasema och familjen hoppglanssteklar.
Artens utbredningsområde är Guatemala. Inga underarter finns listade.